# Buddismo Vajrayāna
Per buddismo Vajrayāna si intende quell'insieme di scuole, dottrine e lignaggi propri del buddismo Mahāyāna che accolgono ulteriori insegnamenti e mezzi abili (in sanscrito upāya) che, a detta di questo tipo di buddismo, consentirebbero un rapido ingresso nella conoscenza o saggezza ultima (prajñā) e raggiungere l'"illuminazione" anche in questa stessa vita.
Il termine sanscrito vajra (letteralmente diamante o folgore), richiamato nel nome di questo buddismo, indica l'infrangibilità, l'immutabilità e l'autenticità della Verità ultima. Corrisponde anche alla vacuità e quindi alla vera essenza di tutti gli esseri e dell'intera realtà. La trasparenza del diamante indica anche che la mente illuminata è "chiara", "limpida" e vuota (trasparente).
La tradizione indiana e tibetana di questo buddismo lo indica come terzo veicolo (yana, ovvero ciò che conduce verso l'"illuminazione") dopo l'Hīnayāna e il Mahāyāna, considerandolo come sviluppo del Mahāyāna.
Il buddismo Vajrayāna è oggi presente in Bhutan, Mongolia, Giappone, India e Tibet, oltre ad essere presente in numerose nazioni occidentali.

## Nome

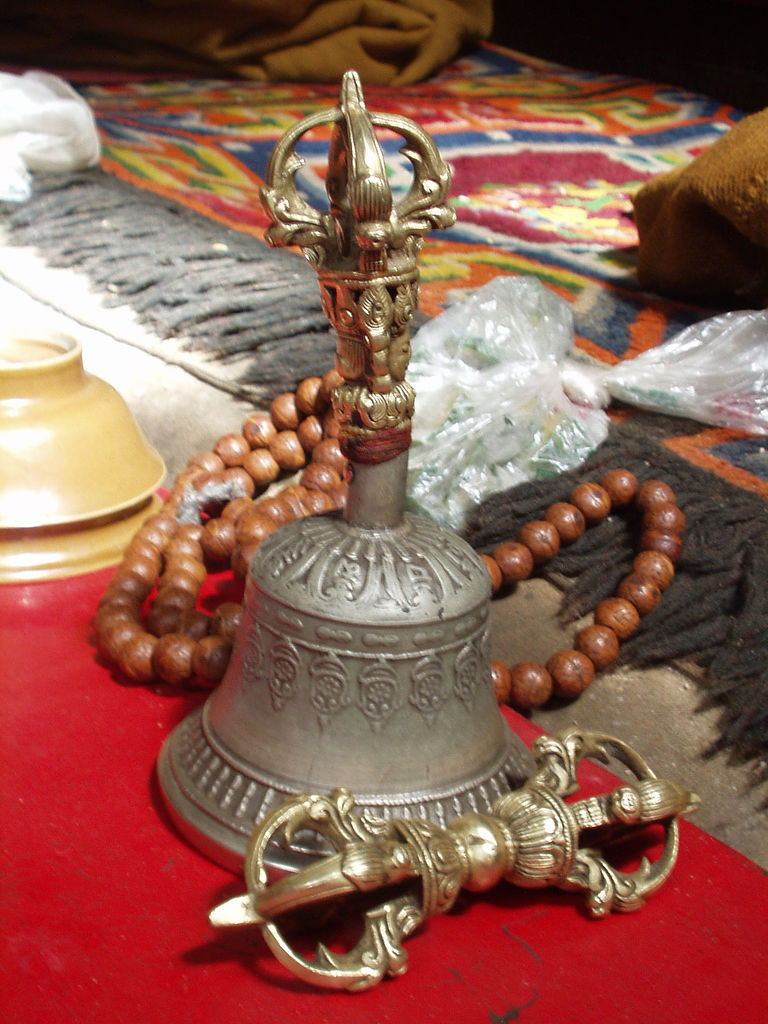
Vajra tibetano con campana. Il vajra è un oggetto rituale che nel buddismo Vajrayāna rappresenta i "mezzi abili" (upāya); la campana (ghaṇṭa) indica invece la saggezza ultima (prajñā) che corrisponde alla vacuità (śunyātā). Nel buddismo tibetano viene consegnato all'iniziato un vajra e una campana. Il vajra a cinque punte (rdo-rje rtse-lnga-pa) rappresenta il principio di trasformazione secondo lo Yogatantra.

L'espressione buddismo Vajrayāna è traducibile in italiano come buddismo del veicolo adamantino o buddismo del veicolo del diamante.
Il termine Vajrayāna è reso in:
- tibetano: rDo-rje theg-pa (rDo-rje, lett. "signore delle pietre")
- cinese: 金剛乘 Jīngāng shèng
- coreano: 금강승 Geumgang seung
- giapponese: Kongō jō
- vietnamita: Kim cương thừa.

Nelle lingue estremo-orientali è più comunemente indicato con un termine che ne sottolinea gli insegnamenti "segreti" ovvero come buddismo esoterico quindi reso in:
- cinese: 密宗 Mìzōng
- coreano: 밀종 Miljong
- giapponese: 密教 Mikkyō
- vietnamita: Mật tông.

Altro modo di indicare questo tipo di buddismo è il termine Mantranāya ("Metodo dei Mantra segreti", tib. sngags kyi theg pa, cin. 密咒乘 mìzhòu chéng, giapp. mitsuju jō). Tali termini tradizionali corrispondono più o meno precisamente a definizioni fornite dagli studi moderni, la più comune delle quali è: Buddismo Tantrico.

## Origini e sviluppo

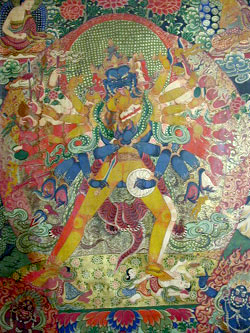
Kālacakra, la forma assunta dal Buddha per esporre il Kālacakratantra al re di Śambhala, Sucandra.

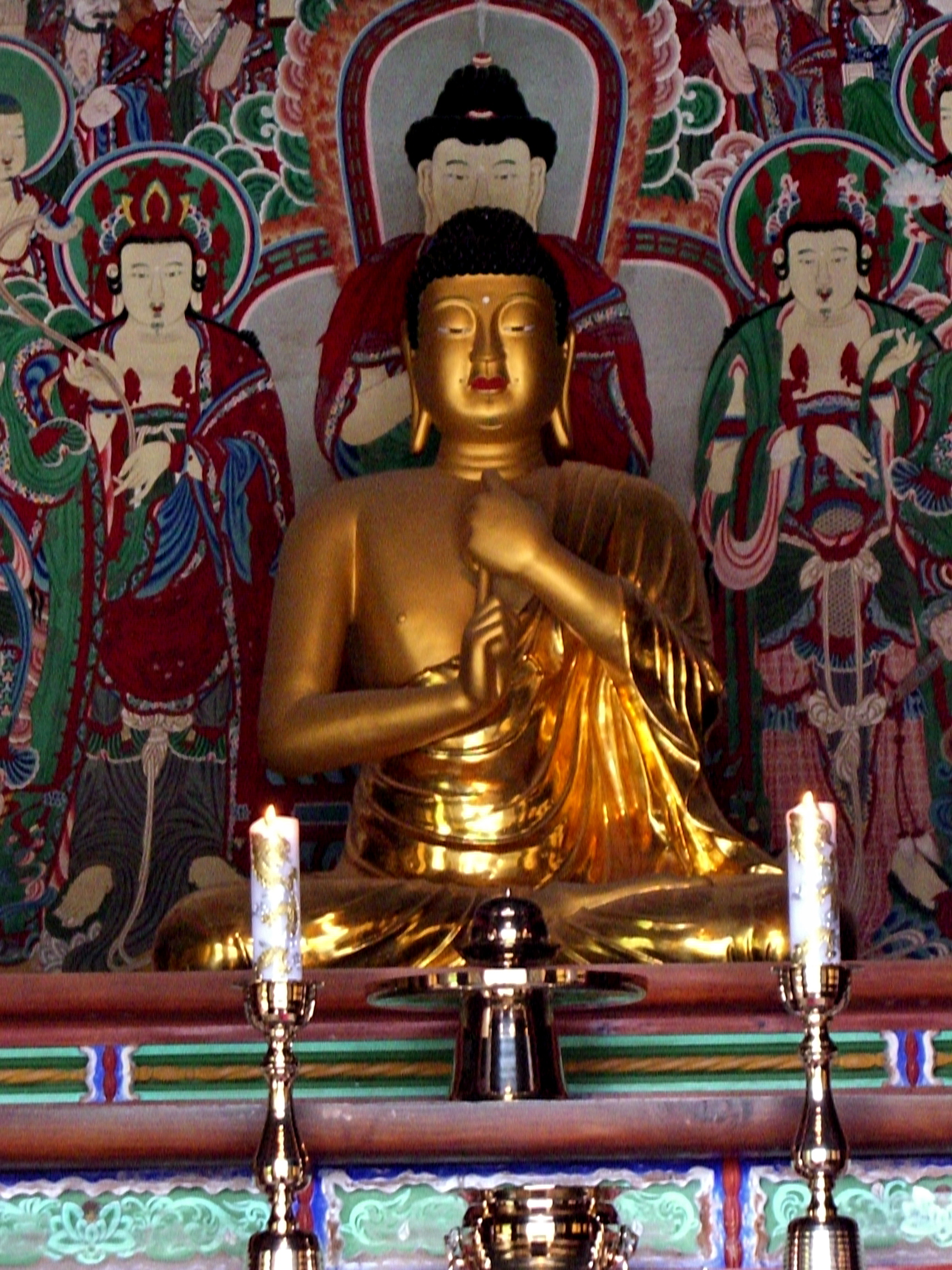
Mahāvairocana (coreano: 대일여래 Daeil Yeorae) in una statua coreana. Le mani sono poste nel "Gesto di somma illuminazione" (bodhyagrimudrā): l'indice della mano destra è avvolto dalle dita della mano sinistra, il che indica che la Realtà assoluta, l'Uno, e avvolto dalla Realtà fenomenica, il molteplice.

Secondo la storiografia contemporanea il buddismo Vajrayāna compare in India nel VI-VII secolo d.C. Esso consisterebbe in un sincretismo tra alcune dottrine induiste denominate tantrismo, fondate anche su credenze popolari sciamaniche, con il buddismo Mahāyāna. I suoi testi fondamentali, denominati Tantra, sono databili intorno a quel periodo. Se questi testi si fondano o meno su tradizioni orali precedenti è argomento ancora oggi controverso e discusso.
Secondo la tradizione Vajrayāna, invece, le proprie dottrine sono assolutamente ortodosse e hanno origine, tra gli altri, dallo stesso Buddha Śākyamuni. Secondo tale tradizione il buddismo Vajrayāna è la forma di buddismo sviluppatasi a partire da quello che è stato definito il "Quarto giro della ruota del Dharma" da parte, tra gli altri, del Buddha Śakyamuni alla classe di discepoli aventi i requisiti necessari e comunque spiritualmente più maturi.
In accordo con tale tradizione, l'assemblea di coloro che apprendevano i Tantra dal Buddha era composta in gran parte da esseri non umani come i Deva o i Bodhisattva trascendenti.
Così la "Storia" sacra del Vajrayāna narra che ad un anno dall'Illuminazione lo Śākyamuni espose sul Gṛdhrakūṭaparvata (Picco dell'avvoltoio, montagna esistente in India situata nei pressi di Rajgir, nello stato indiano del Bihar), lo Śatasāhasrikāprajñā-pāramitāsūtra (Sutra della perfezione della saggezza in centomila stanze) mentre contemporaneamente assumeva la forma di Kālacakra a Dhānyakaṭaka (nell'Andhra Pradesh, India meridionale) per insegnare dentro uno stupa apparso improvvisamente il Kālacakratantra al re Sucandra (a sua volta emanazione di Vajrapāṇi) re di Śambhala. Peraltro è opinione dei seguaci del buddismo Vajrayāna che sia impossibile comprendere la genesi di questo buddismo partendo dalle ordinarie concezioni spazio-temporali.
Per gli storici contemporanei questa narrazione è puramente mitica essendo, a loro detta, il Kālacakratantra uno dei testi più tardi del buddismo Vajrayāna, risalente non prima del X secolo. Nel parere degli studiosi contemporanei il buddismo Vajrayana si formò sul tronco del buddismo Mahāyāna, anche se insegnamenti tantrici possono essere ascritti ad alcuni secoli precedenti da quelli finora identificati.
Dal punto di vista storico si può affermare con certezza l'esistenza del buddismo Vajrayāna a partire dal VII secolo quando è accertata la presenza in Cina di maestri tantrici come Śubhakarasiṁha (a Chang'an nel 716) e Vajrabodhi (a Luoyang nel 720). La presenza di elementi tantrici possono essere comunque riscontrate nelle parti, risalenti al IV secolo circa, di alcuni sutra mahāyāna (Sutra del Loto, Vimalakīrti Nirdeśa sūtra); un primo testo tantrico potrebbe essere il Mahāmāyurī risalente al III secolo d.C. La presenza di elementi tantrici può essere tuttavia riscontrata anche in testi appartenenti al buddismo dei Nikāya. Le congetture storiche sulla nascita del buddismo Vajrayāna ci dicono della possibilità della presenza di maestri itineranti detti siddha (ovvero detentori del potere sacro denominato siddhi), iconoclasti e critici nei confronti del buddismo Mahāyāna tradizionale in quanto considerato troppo intellettuale - e successivamente indicato come Pāramitayāna (Veicolo della Perfezione) -, i quali crearono circoli segreti per trasmettere dottrine e pratiche esoteriche atte a far realizzare rapidamente l'Illuminazione. Il progressivo sviluppo di questi circoli permise nei secoli successivi l'istituzionalizzazione di questo "nuovo" buddismo e il suo ingresso nei monasteri. Così, nel VII secolo, il monaco buddista vajrayāna viveva insieme ai confratelli appartenenti ad altri buddismi, veniva ordinato seguendo il vinaya del buddismo dei Nikāya, seguiva i precetti del buddismo Mahāyāna ma praticava le tecniche Vajrayāna.

## I testi

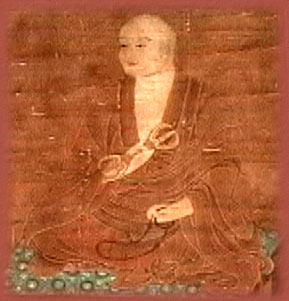
Immagine di Kūkai (空海, 774-835, fondatore della scuola buddista giapponese vajrayāna Shingon. Con la mano destra regge un vajra (giapp. 金剛杵 kongō sho), mentre con la sinistra tiene uno juzu (数珠).

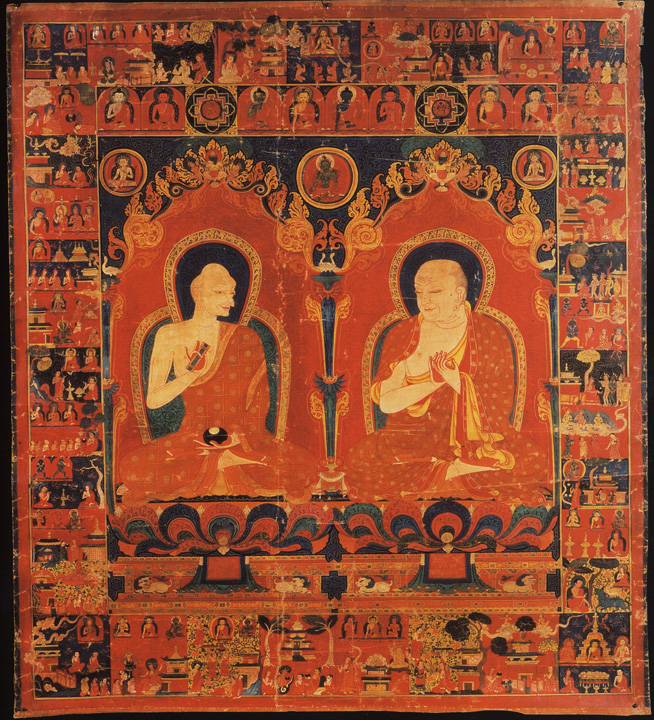
Un dipinto tibetano del XIV secolo raffigurante Buston (Bu-ston Rin-chen 'Grub, 1290-1364, a sinistra) e il suo successore (a destra). Buston, maestro di scuola Sakya fu l'autore della suddivisione in quattro raggruppamenti dei Tantra nel Canone tibetano.

I testi tantrici del buddismo Vajrayāna sono presenti nei canoni buddisti cinese e tibetano.
- Nel Canone cinese i testi tantrici sono prevalentemente raggruppati nella sezione Mìjiàobù (密教部, T.D. dal n. 848 al n. 1420).
- Nel Canone tibetano questi testi sono inseriti nel Kangyur mentre i relativi commentari nel Tengyur. I testi tantrici furono divisi nel Kangyur dal dotto tibetano Buston (Bu-ston Rin-chen 'Grub, 1290-1364) in quattro raggruppamenti[2].

1. Kriyā Tantra (tib. Bya-rgyud) che rappresenta una raccolta di sutra mahāyāna contenenti elementi "tantrici" non ancora sviluppati autonomamente, tra questi testi:
  - Suvarṇaprabhāsauttamasūtra (inserito nel Canone cinese al T.D. n. 663, 664 e 665);
  - Bhaiṣajyaguruvaiḍūryapūrvapraṇidhāna (inserito nel Canone cinese al T.D. 450.14.404-409);
  - Subāhuparipṛcchā-tantra (inserito nel Canone cinese al T.D. 895.18.719-746);
  - Susiddhikara-mahātantrasādhanopāyika-paṭala (anche Susiddhitantra, tib. legs par grub par byed pai rgyud chen po las sgrub pai thabs rim par phye ba, conservato nel Canone cinese al T.D.893.18.603-692);
  - Dhyānottara.
2. Caryā Tantra (tib. Spyod-rgyud) che rappresenta una evoluzione "tantrica" rispetto alla precedente raccolta. Il Caryā Tantra contiene, infatti, pochi testi, il principale dei quali è
  - il Mahāvairocanābhisaṃbodhivikurvitādhiṣṭhāna (in tib.  rNam par snang mdzad chen po mngon par rdzogs par byang chub pa rnam par sprul ba byin gyis rlob pa shin tu rgyas pa mdo sd'i dbang po rgyal po zhes bya ba'i chos gyi rnam grangs inserito nel Canone cinese al T.D. 848). Da notare che mentre un caratteristico sutra mahāyāna come l' Avataṃsakasūtra viene esposto dal buddha Vairocana, questo sutra è invece esposto dal buddha Mahāvairocana ovvero dal buddha "Grande" Vairocana, come per rimarcare una presentazione della dottrina più profonda rispetto alle stesse dottrine mahāyāna. Questo sutra è al fondamento del buddismo Vajrāyana sino-giapponese, con particolare riguardo alle scuole giapponesi Shingon e Tendai.
  - Altro testo importante di questa sezione è il Vajrapāṇyabhiṣeka.
3. Yoga Tantra (tib. rNal-'byor-gyi rgyud), dove il testo esemplificativo è
  - il Sarvatathāgatatattvasaṃgraha (inserito nel Canone cinese ai T.D. nn. 856, 866, 882). In questa opera si descrivono i cinque stadi della realizzazione della "buddhità" da parte del Buddha Mahāvairocana e vuole essere una dimostrazione della superiorità del Vajrāyāna rispetto al Pāramitayāna. In questa opera vi è anche la descrizione del Vajrdhātu Maṇḍala (tib. ro-rje'i dbyings-kyi dkyil-'khor, Maṇḍala dello spazio di diamante) che aggiunge alle trentasette divinità del Maṇḍala anche alcuni bodhisattva femminili, come a segnalare uno sviluppo dottrinario rispetto al Caryā Tantra.
  - Altro testo fondamentale di questa sezione dei tantra è il Prajñāpāramitā-naya-śatapañcaśatikā (inserito nel Canone cinese ai T.D. nn. 240, 241, 243). , esso rappresenta, con le sue immagini erotiche dell'energia sessuale (śakti), il punto di passaggio verso la classe successiva degli Anuttarayoga Tantra.
  - Altro importante testo di questa sezione è il Vajraśekharasūtra (vi sono tre traduzioni nel Canone cinese di questo testo, quella di Amoghavajra è la più diffusa in Estremo Oriente).
4. Anuttarayoga Tantra (tib. rNal-'byor bla-med rgyud). Questo raggruppamento è quello più recente e comprende testi ed insegnamenti che sviluppano l'utilizzo della śakti (energia sessuale) nelle pratiche yogiche, peraltro già presente in alcuni Yoga Tantra. In questi testi compaiono delle indicazioni anche sul consumo della carne e delle bevande alcoliche, consumo proibito in tutti i vinaya e quindi bandito dai monasteri buddisti. L'Anuttarayoga Tantra (o "Yoga supremo") viene suddiviso in ulteriori due categorie:
  - Tantra padri (sanscrito Pitṛtantra, tibetano Pha-rgyud) in cui vengono raccolti i testi e gli insegnamenti miranti a realizzare la vacuità dei mezzi abili (sanscrito upāya) e a comprendere il modo in cui il Dharmakāya si presenta nel mondo fenomenico. Tra i Tantra padri vengono raccolti:
    - Śrīguhyasamājatantra (o Guhyasamājatantra, tib. dPal gsang-ba'dus-pa' i rgyud, conservato anche nel Canone cinese al T.D. 885). Esso rappresenta il testo principale della raccolta.
    - Altro importante testo è il Vajramahābhairavatantra (tib. rDo-rje'jigs-byed chen-po'i rgyud).

  - Tantra madri (sanscrito Mātṛtantra, tibetano Ma-rgyud) in cui vengono raccolti i testi e gli insegnamenti in cui si mira a realizzare l'assorbimento dello stesso Dharmakāya. In questa raccolta vengono inclusi i tantra di Vajrayogini e di Mahāmaya.
  - Una terza raccolta viene indicata come Tantra non duali (sanscrito Advayatā Tantra, tib. Gnyis-med rgyud)
    - per la scuola Gelugpa tale indicazione inerisce a tutto l'Anuttarayogatantra;
    - per la scuola Kagyüpa questa raccolta comprende il solo Kālacakratantra (tib. Dus-kyi 'khor-lo, Tantra di Kālacakra);
    - per la scuola Sakyapa a questo raggruppamento appartiene l'Hevajratantraraja (tib. Kye' i rdo-rje zhes-bya-ba rgyud-kyi rgyal-po, Tantra del diamante di gioia, in altre scuole questo testo è considerato un Tantra madre).

## Le dottrine

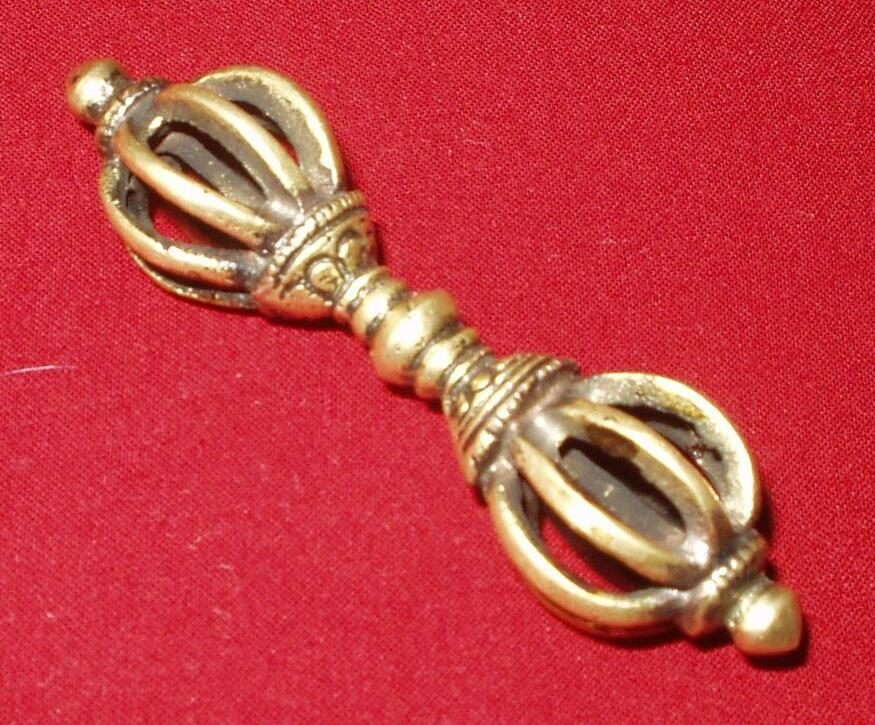
Vajra tibetano a nove punte (rdo-rje rtse-dge-pa). Questo tipo di vajra viene utilizzato per le pratiche delle deità irate.

Il buddismo Vajrayāna è, secondo le proprie credenze, uno sviluppo del buddismo Mahāyāna. Non si può entrare nel Vajrayāna senza aver prima compreso profondamente le dottrine del Mahāyāna come la dottrina dello śūnyatā, della compassione (karuṇā), della bodhicitta e della natura di Buddha compresa in ogni essere senziente. Secondo aspetto fondamentale del Vajrayāna è che esso può essere appreso solo per mezzo di una guida, di un maestro (sanscrito: guru, tibetano: bla-ma o lama, giapp. 師 shi).
Ciò premesso questo "veicolo" buddista si fonda sul termine tantra che significa "continuità". Questo termine designa l'autentica natura che soggiace all'intera realtà sia essa relativa al saṃsāra o allo stesso nirvāṇa. Questa natura corrisponde alla vacuità. Quando la vacuità si manifesta, si manifesta attraverso l'illusione dell'esistere (māyājāla tib. sgyu-'phrul dra-ba). Quando si riconosce la vacuità che soggiace ai fenomeni si diviene illuminati. Il tantra è la via che conduce a questa consapevolezza. Il termine tantra non riguarda quindi solo i testi, ma anche le relative dottrine. Il "veicolo" buddista che trasmette le dottrine dei tantra viene denominato Vajrayāna.
Il Vajrayāna, a detta dei suoi seguaci, si distingue dal Mahayāna perché a differenza di questo "veicolo" persegue il principio del "Frutto" (sans. phala, tib.  'bras-bu, giapp. 果 ka) e non delle "Cause" (sans. hetu, tib. rgyu, giapp. 因 in). Secondo il Vajrayāna, infatti, il buddismo Mahayāna (indicato anche come Pāramitayāna, Veicolo delle Perfezioni, o Sūtrayāna, Veicolo dei Sūtra) persegue, per mezzo della meditazione e dello studio dei sutra, un cammino di perfezionamento attraverso la rinuncia delle condotte negative accumulando meriti e saggezza per realizzare il Frutto del corpo assoluto (Dharmakāya) e quello dei corpi formali (rūpakāya). Per il Mahayāna, quindi, il cammino percorso è la "causa" dell'illuminazione.
Il Vajrayāna, invece, persegue il principio del "Frutto" ovvero per tramite dei "mezzi abili" rappresentati dai tantra questo veicolo conduce alla purificazione del corpo e di ciò che lo circonda (Tantra inferiori o esterni: Kriyā Tantra, Caryā Tantra e Yoga Tantra) e a trasformare la dimensione "impura" in "pura" (Tantra superiori o interni: Anuttarayoga Tantra).
Questo percorso della Via del diamante può essere intrapreso, secondo questa tradizione buddista, solo attraverso delle iniziazioni (sans. abhiṣeka, tib. dbang bskur ba, giapp. 灌頂 kanjō) conferite da un maestro di vajra (vajrācarya). A seguito di ciò il discepolo riceve degli insegnamenti orali (sans. āgama, tib. lung, giapp. 阿含 agon) ovvero dei testi da studiare e delle istruzioni. Per realizzare la "pura visione" della Realtà, il discepolo del Vajrayāna applica il metodo del sādhana (strumento per la realizzazione) che raccoglie varie tecniche:
- Iṣṭadevatā (tib. y-dam, giapp. 本尊 honzon): visualizzare la divinità scelta per la meditazione;
- Maṇḍala (tib. dkyl-'khor, giapp. 曼荼羅 mandara): visualizzare il sacro ambiente circostante la divinità prescelta per la meditazione;
- Mudrā (tib. phyag-rgya, giapp. 印相 insō): compiere gesti rituali e simbolici;
- Pūja (tib. mchod-pa, giapp. 供養 kuyō): fare offerte alle divinità;
- Mantra: recitare formule sacre;
- Samudācāratā: svolgere azioni religiose.

Per tramite di questi "mezzi abili" uniti alla consapevolezza della vacuità e della purezza di tutto il Reale, il discepolo consegue il "Frutto" che consiste nel completo stato di buddhità. Tale frutto può essere conseguito in più rinascite (via dei Tantra inferiori) o in una sola vita (via dei Tantra superiori).

## Il Vajrayāna di tradizione cinese e il Vajrayāna di tradizione tibetana
Dalla fase di compilazione della classe di scritti dello Yogatantra (VIII secolo) si passò alla classe degli Anuttarayogatantra (X secolo circa), o Tantra dello Yoga superiore.
Il buddismo Vajrayana fiorì principalmente in India, dove però si estinse insieme alle altre scuole buddiste attorno al XIII secolo, ma si diffuse a Giava come testimoniano i cicli scultorei di Borobudur, in Cina, in Giappone nella scuola Shingon, in Asia Centrale e solo in seguito in Tibet.
In accordo a diversi Maestri si parla di due, tre o quattro classi di Tantra e questa ultima suddivisione è stata portata avanti dal Maestro Nagarjuna il quale era un praticante nonché detentore del Tantra di Guhyasamaja (un Tantra padre).
Le quattro classi di Tantra sono il Kriyatantra, il Caryatantra, lo Yogatantra e l'Anuttarayogatantra o Yogatantra insorpassabile.
Nel sistema Nyingmapa le prime tre classi di Tantra vengono definite "esterne" e comprendono solo lo "Stadio di Generazione", Utpattikrama in sanscrito e Kye Rim in tibetano mentre l'Anuttarayogatantra è uno dei tre Tantra interni e presenta entrambi gli Stadi di Generazione (come Divinità) e Completamento con la pratica di controllo e assorbimento dei Venti, dei Canali e delle Gocce, Prana, nadi e Bindu, in tib. rTsa, Lung e Thigle.
Nel sistema Ningmapa del buddismo Tibetano vi sono due ulteriori classi di Tantra, l'Anuyoga e l'Atiyoga; l'Anuyoga corrisponde unicamente allo Stadio di Completamento mentre l'Atiyoga corrisponde al risultato stesso della pratica: il risultato, il Dharmakāya non-nato, è il principale oggetto di meditazione per il praticante ed è esattamente la Natura di Buddha, la Tathagatagarbha.
Dimorando senza elaborazioni mentali dualistiche nello stato naturale della mente, Thamal Gyi Shepa in tib., non vi è la necessità di purificare (le oscurazioni) né di accumulare (le positività); il risultato è il sentiero stesso siccome viene presa come sentiero la stessa Tathagatagarbha; accumulazioni e purificazione avvengono aumaticamente con il focalizzaarsi sulla Natura di Buddha ed è possibile "saltare" (ing.: skip) Sentieri e Bhumi e ottenere il risultato definitivo ed irreversibile in un breve periodo di tempo.
Il Mahayoga, primo dei tantra Interni in accordo al Lignaggio che deriva dal Maestro Prahevajra (Tib.: Garab Dorje) che per primo diffuse gli Insegnamenti del Maha Ati Yoga (Tib.: Dzok Chen) si suddivide in Tantra Padre, Tantra Madre e Tantra Non-duale.
Nel Tantra Padre viene posta più attenzione alle Pratiche relative al Metodo e alle Pratiche di Nadi Prana e Bindu mentre nei Tantra Madre si dà più attenzione alla Chiara Luce e nei Tantra non-duali enytrambi questi aspetti vengono praticati simultaneamente.
Yidam dei Tantra Padre sono per esempio Guhyasamaja e Yamantaka, dei Tantra Madre Chakrasamvara e Vajrayogini, e dei Tantra non-duali Kalachakra e Hevajra.
Utpattikrama, lo Stadio di Generazione e Sampannakrama, lo Stadio di Completamento sono il cuore stesso del Mantrayana ma vi sono pratiche che prescindono dai due Stadi come la Mahamudra essenziale e il Maha Ati Yoga che, sebbene possano fare temporaneo uso dei due stadi in definitiva dono indipendenti e non sono Veicoli graduali come i Tantra esterni e il Mahayoga che è l'equivalente dell'Anuttarayogatantra.
L'Anuyoga è caratterizzato da una visualizzazione istantanea del Mandala e delle Divinità e dai praticanti dell'Anuttarayogatantra è spesso equiparato allo Stadio di Completamento, scr. Sampannakrama.
L'Atiyoga è caratterizzato dall'Autoliberazione nel Dharmadhatu, il riconoscimento immediato del Dharmakāya e consiste nel dimorare nella propria Natura di Buddha, Sugatagarbha e, in questo modo il risultato della Buddhità è realizzato nella maniera più rapida come nel caso della meditazione di Mahamudra che discende dal Buddha Vajradhara e dai Mahasiddha dell'India come Saraha, Maitripa, Kukkuripa, Tilopa, Naropa, Virupa.
In accordo ad alcuni il Vajrayana è la forma di buddismo diffusa in Tibet tanto che spesso per buddismo Vajrayana ci si riferisce al buddismo Tibetano, sebbene non si tratti dell'unica forma di buddismo praticata in Tibet e che in passato si sia diffusa anche in altri paesi dell'Asia.
La forma di buddismo presente in Tibet racchiude puramente lo Śravakayana, il Bodhisattvayana e il Tantrayana ma essi vengono insegnati separatamente a seconda delle necessità individuali di ogni praticante quindi definire il buddismo Tibetano come essere unicamente Vajrayana è errato sebbene degli elementi del Vajrayana siano presenti un po' in tutte le pratiche buddiste praticate in Tibet e in zone Himalayane limitrofe.
Al di fuori dell'area culturale del Tibet (cioè nel Sikkim, Ladakh, Bhutan, Qinghai, Mongolia, Calmucchia, Buriazia e aree del Nepal, dello Yunnan, del Gansu, del Sichuan), il buddismo Vajrayana si è sviluppato in Giappone (scuola Shingon) e sta avendo un notevole sviluppo nei paesi occidentali attraverso la diffusione delle Quattro Tradizioni Principali, Kagyu, Nyingma, Sakya e Gelug del buddismo tibetano.